# Cyanocorax
Cyanocorax là một chi chim trong họ Corvidae.

## Hình ảnh

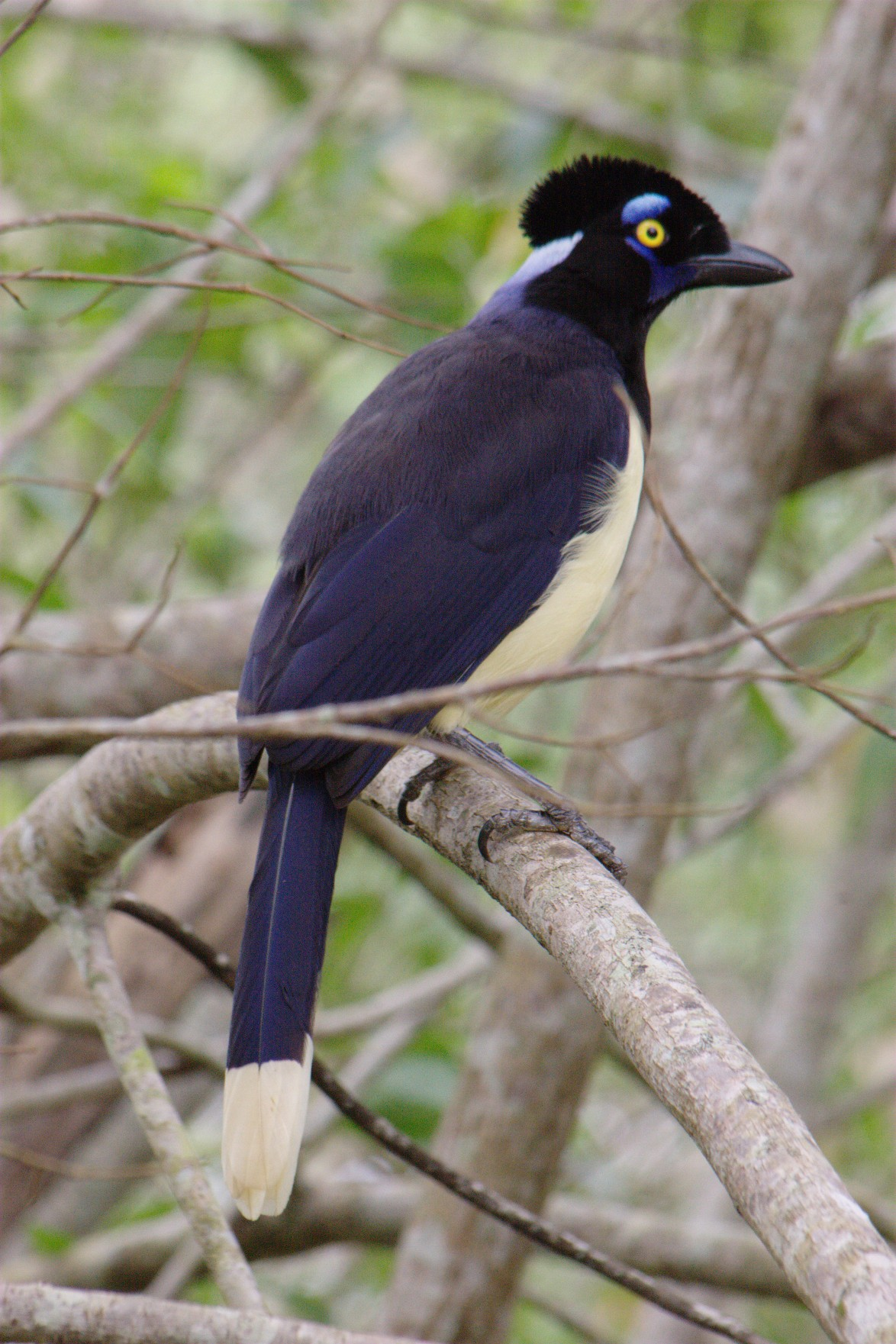
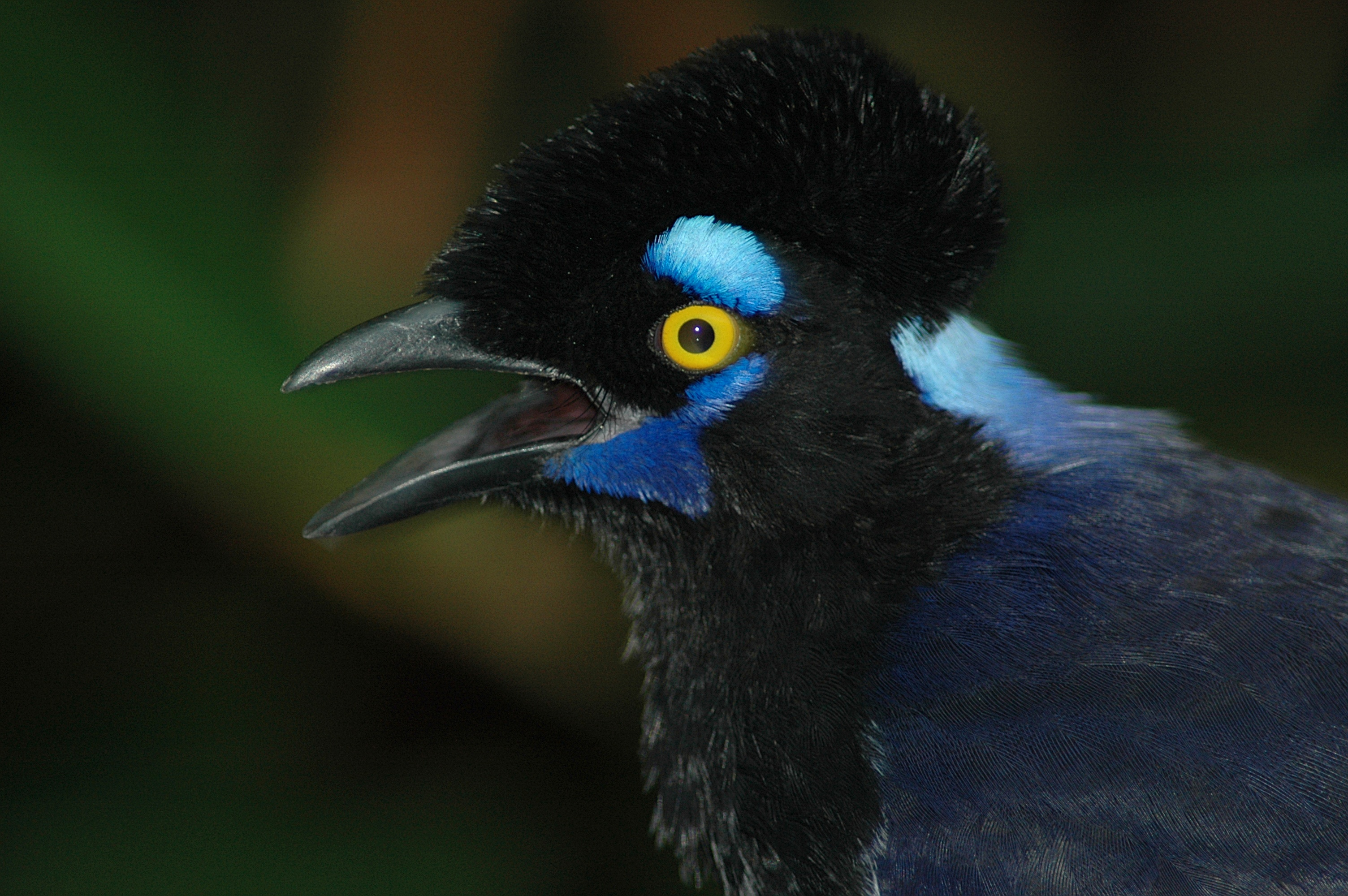
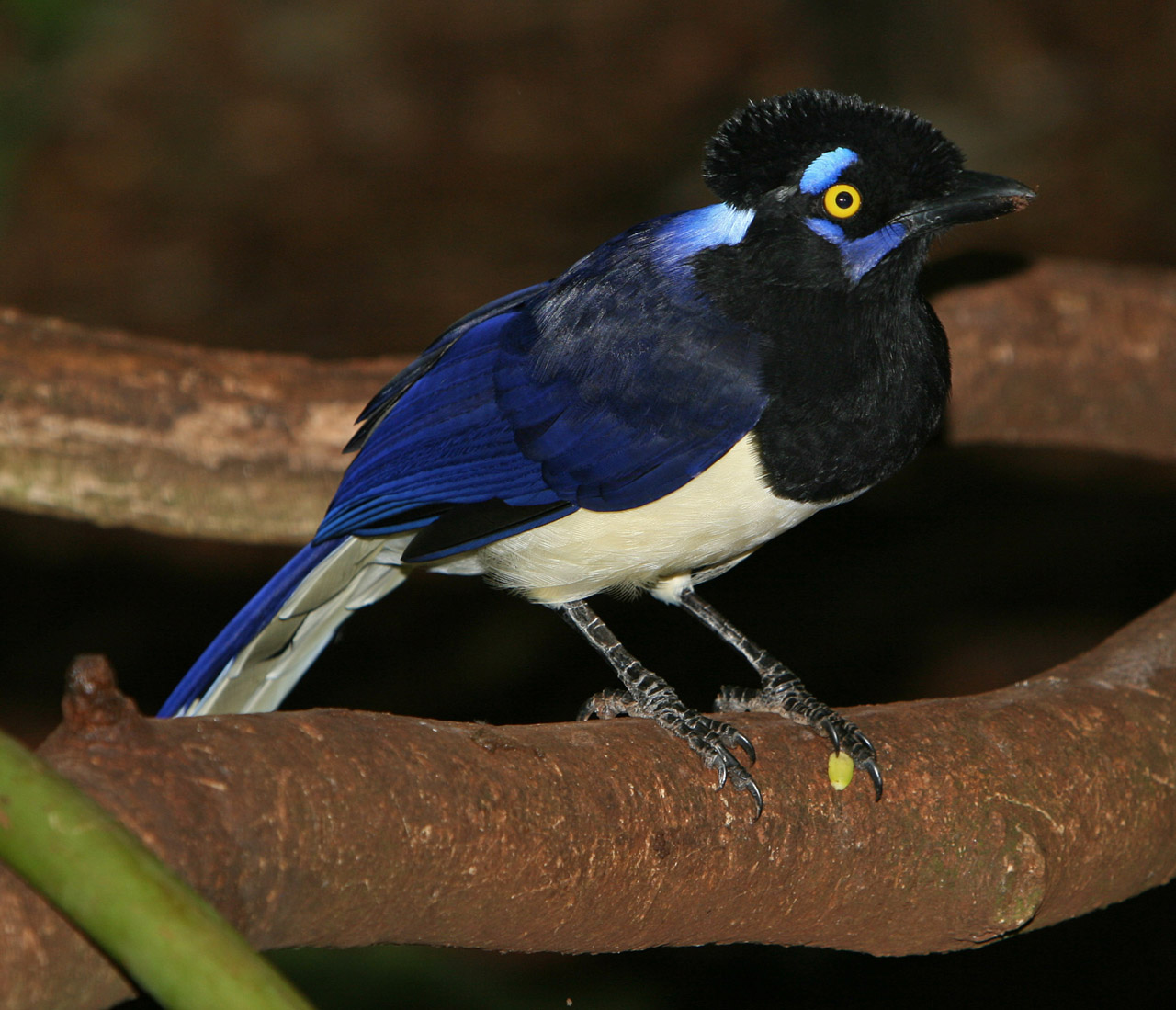
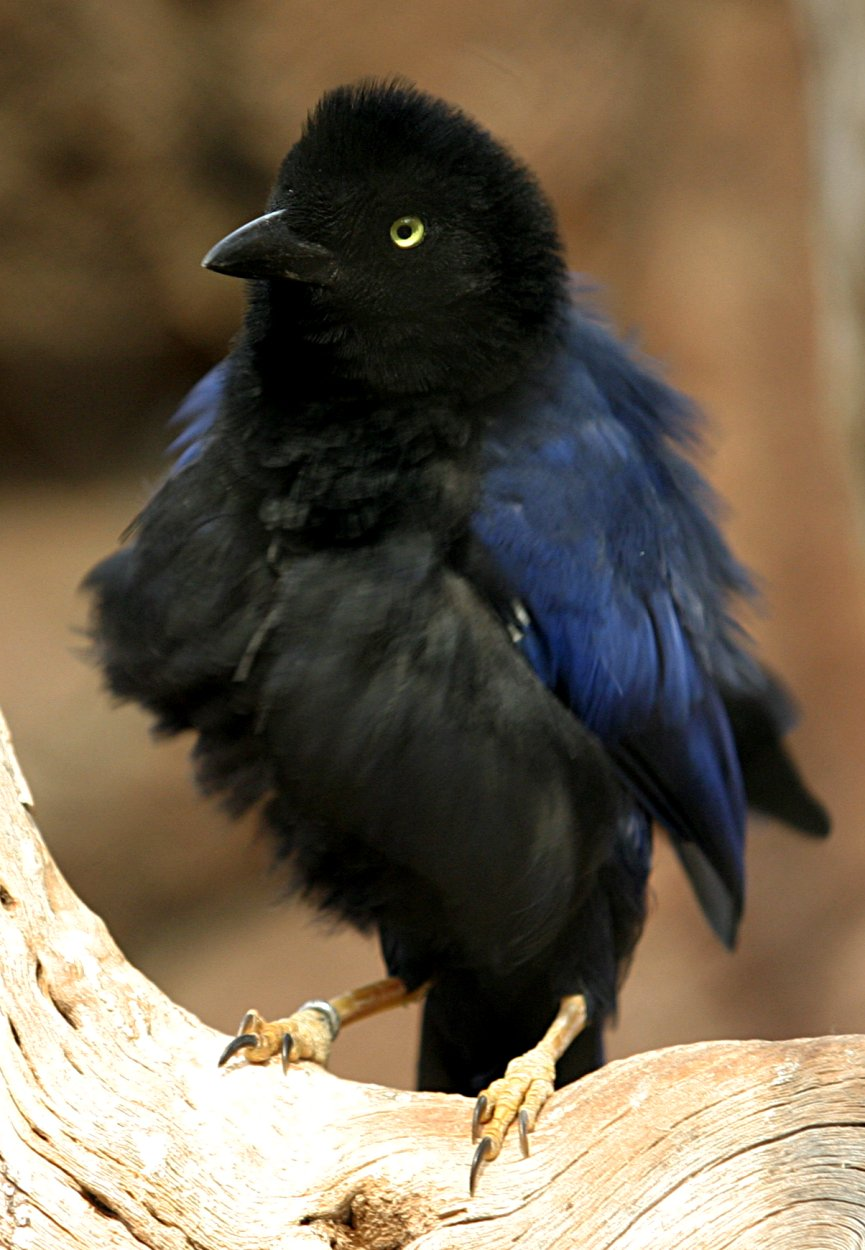